# 空想
空想（くうそう）
- ファンタジー
- 空見のこと。
- その時点では実現されていないことに対し、頭の中で実現している場面を想像すること。

実在しない物、事柄に対して「空想上の産物」「空想上の生物」などと用いられる。物語の多くは空想を出発点としている。サイエンス・フィクションは科学的空想を元にした空想物語であり、ファンタジーは神話や伝説、神秘思想を元にし、またホラーは心霊を題材とした空想物語とも言える。